# دم‌نهنگی
دُم‌نهنگی (به انگلیسی: Whale tail) به بخشی از شورت‌های تانگ و جی-استرینگ گفته می‌شود که بالاتر از شلوارهای جین، دامن یا شلوارک به شکل Y نمایان می‌شوند و به دلیل شباهت به دم نهنگ، دم نهنگی نامیده می‌شود. دم نهنگی معمولا هنگام نشستن یا خم شدن دیده می‌شود.